# Okręty podwodne typu IXD-1
Okręty podwodne typu IXD-1 – niemieckie okręty podwodne opracowane jako szybsza odmiana jednostek typu IXC. Jednostki te były największymi niemieckimi okrętami podwodnymi zbudowanymi w czasie II wojny światowej. Do napędu używały początkowo chłodzonych wodą sześciu silnikami Diesla Mercedes-Benz o mocy 1500 KM każdy oryginalnie stosowanych na kutrach torpedowych (S-Boot). Silniki te nie sprawowały się najlepiej na U-Bootach – wydzielały dużą ilość dymu, były też przyczyną wysokich temperatur wewnątrz kadłuba. Układ napędowy U-180 uzupełniały dwa silniki elektryczne Siemens i dwa wały napędowe z jedną śrubą każdy. Podobnie jak inne niemieckie krążowniki podwodne, typ IXD-1 miał sześć wyrzutni torpedowych, w tym cztery na dziobie, zabrać zaś mógł 27 torped (w tym 12 w kontenerach na górnym pokładzie), wyposażony był też w jedno zamontowane przed kioskiem działo kalibru 105 mm (ze 150 pociskami) oraz dwa działa przeciwlotnicze kalibru 37 i 20 mm. W 1943 roku jednostki te zostały przebudowane do zadań transportowych, co zapewniło im możliwość przewozu 250 ton ładunku. Było to możliwe m.in. dzięki wymianie silników na dwa generatory Diesla, co zapewniło im możliwość rozwijania prędkości do 15,75 węzła oraz usunięciu wyrzutni torpedowych.

## Działalność operacyjna
W 1942 roku, dowództwo U-Bootwaffe OKM wyznaczyło U-180 zadanie spotkania się w morzu z japońskim okrętem podwodnym I-29 typu B1, z którym miał dokonać wymiany towarów i ludzi. Jednym z nich był indyjski polityk Subhasa Bose, którego U-180 miał przekazać na pokład okrętu cesarskiego. Spotkanie przeprowadzono z sukcesem 27 kwietnia 1942 roku na Oceanie Indyjskim, pomyślnie też zakończyło się przekazywanie ładunków i ludzi. Spotkanie U-180 i I-29 na Oceanie Indyjskim było pierwszym spotkaniem niemieckich i japońskich jednostek podczas drugiej wojny światowej.
Aliancka inwazja w Normandii zagroziła niemieckim bazom okrętów podwodnych w północno-zachodniej Francji, co wymusiło ewakuację do Norwegii U-Bootów z baz w Lorient, Bordeaux i Breście. W sierpniu opuściły Francję także dwa krążowniki podwodne typu IX D1: U-180 i U-195 tego samego typu, a także podwodny stawiacz min U-219 typu XB. Celami ich rejsów nie były jednak porty norweskie, lecz bazy w Penangu, Batawii i innych portach na Dalekim Wschodzie, gdzie płynęły z zaopatrzeniem. O ile jednak U-195 i U-219 dopłynęły do portów przeznaczenia, dowodzony w tym czasie przez Rudolfa Riesena U-180 zaginął. Okręt który 20 sierpnia 1944 roku wyszedł z Bordeaux w swój drugi rejs bojowy, po 23 sierpnia prawdopodobnie wpadł na brytyjską minę w Zatoce Biskajskiej. U-195 został natomiast przejęty przez Japonię w maju 1945 roku pod nazwą I-506, a w sierpniu tego samego roku poddał się Amerykanom w Dżakarcie.